# Los conspiradores que esperan al Duque de Guisa
Los conspiradores que esperan al duque de Guisa es una obra histórica del pintor italiano Vincenzo Petrocelli, realizada a mediados del siglo XIX. Esta pintura, que se enmarca dentro del estilo del Romanticismo, aborda un episodio crucial de las Guerras de Religión en Francia, en concreto la Conjura de Amboise de 1560. La obra captura el momento de tensión que vivieron los conspiradores antes de un acto decisivo que alteraría el curso de la historia de Francia.

## Contexto histórico
La Conjura de Amboise fue un fallido intento de los protestantes franceses, liderados por figuras como Gaspard de Coligny, de asesinar a los principales líderes católicos y tomar control sobre el joven rey Carlos IX de Francia. Este evento formó parte de las numerosas intrigas y enfrentamientos religiosos que marcaron el siglo XVI en Francia, conocidas como las Guerras de Religión en Francia. El ataque tuvo lugar en el castillo de Amboise, y aunque no logró su cometido, dejó un impacto importante en las relaciones entre las facciones protestante y católica en el país.
La obra de Petrocelli representa a un grupo de conspiradores en el momento previo al asesinato del Duque de Guisa, quien, a pesar de no ser directamente relacionado con la Conjura de Amboise, jugó un papel fundamental en los eventos que derivaron en el deterioro de la situación política en Francia. La escena transmite una profunda sensación de suspense y anticipación, donde los cospiradores esperan el momento crítico para actuar.

## Descripción de la obra
La pintura muestra a los conspiradores en una disposición casi teatral, en una escena cargada de tensión. Petrocelli utiliza el claroscuro, técnica que le da un carácter dramático, para resaltar la figura de los personajes principales mientras se desvanecen en la penumbra. Las figuras están detenidas en una espera expectante, lo que refuerza la sensación de una acción inminente. 
La obra se centra en los rostros de los conspiradores, quienes reflejan diversas emociones, como la duda, la resolución y el temor. Los detalles de sus vestimentas, en su mayoría oscuras, junto con la iluminación de sus rostros, crean una atmósfera de intriga y anticipación. Además, el uso del color y la luz parece simbolizar la dualidad entre la luz de la justicia y la oscuridad de la traición.

## Características estilísticas
Los conspiradores que esperan al duque de Guisa* es un ejemplo sobresaliente del Romanticismo histórico en la pintura. Petrocelli, aunque influenciado por el Neoclasicismo, se aleja de la rigidez de este estilo para abordar un enfoque más emocional y subjetivo. La obra se caracteriza por un enfoque dinámico y un alto nivel de realismo, tanto en los retratos de los personajes como en la representación de la atmósfera de tensión.
El uso del claroscuro permite que el espectador se enfoque en los aspectos más humanos de la escena, haciendo de la luz y la sombra elementos fundamentales para construir la atmósfera. La obra refleja, además, el interés del Romanticismo por los temas históricos y políticos, así como la exploración de los conflictos internos y las pasiones humanas.